# کلبه جنگلی (مجموعه تلویزیونی)
کلبهٔ جنگلی (لهستانی: Leśniczówka) یک مجموعه تلویزیونی درام لهستانی است که در سال ۲۰۱۸ منتشر شد.

## بازیگران
- یولانتا فراشینسکا
- مارک بوکوفسکی
- هنریک تالار
- کشیشتف گلوبیش
- ورونیکا کشیانژکیه‌ویچ
- میخاو چرنتسکی
- الکساندرا شفد
- داوید زاوادزکی
- آنا سنیوک
- ماریا پاکولنیس
- آنا گریتسویچ
- ماریا پاووئوفسکا
- میلنا سوشینسکا
- شیمون کوشمیدر
- زبیگنیف لِـشِنی
- میخاو لِشِنی
- ایوونا رولویچ
- بئاتا اُلگا کووالسکا
- هالینا روویتسکا
- هالینا بِدناش
- آرکادیوش نادر
- ویتولد دنبیتسکی
- سواوومیر سولِـی
- پشمیسواف بلوشچ
- ماوگوژاتا نیمیرسکا
- ناتالیا شیکورا
- بارتومیئی کاسپشیکوفسکی
- پیوتر گرابوفسکی
- لشک تله‌شینسکی
- پیوتر اسکارگا
- یوانا کوبرسکا
- میخاو میلوویچ
- توماش ساپریک
- الگا بونچیک
- ماریان جنجل
- یاتسک کناپ
- آندژی پیچنسکی
- یان ویچورکوفسکی
- زبیگنیف سوشنسکی
- توماش ددک
- دومینیکا کاخلیک
- بئاتا خروشچینسکا
- کاتاژینا کویاتکوفسکا
- هنریک تالار
- آلدونا یانکوفسکا
- بئاتا فیدو
- اِوا شیکولسکا
- کریستینا تکاچ
- آنا گزیرا
- روبرت چبوتار
- آرکادیوش یانیچک
- روبرت وابیخ
- دوبرومیر دیمتسکی
- پشمیسواف استیپا
- یانوش اونوفروویچ